# IC 1615
IC 1615 је спирална галаксија у сазвјежђу Феникс која се налази на листи објеката дубоког неба у Индекс каталогу.
Деклинација објекта је - 51° 7' 58" а ректасцензија 1h 4m 6,8s. Привидна величина (магнитуда) објекта IC 1615 износи 13,5 а фотографска магнитуда 14,3. IC 1615 је још познат и под ознакама ESO 195-27, IRAS 01019-5124, PGC 3812.